# Наньпин
Наньпи́н (кит. упр. 南平, пиньинь Nánpíng) — городской округ в провинции Фуцзянь КНР.

## География
В сезон дождей в Наньпине регулярно происходят оползни, затопления домов и полей, размывы дорог и дамб.

## История
После монгольского завоевания и образования империи Юань в 1276 году был создан Шаоуский регион (邵武路), а в 1279 году — Цзяньнинский регион (建宁路) и Наньцзянский регион (南剑路). В 1282 году в Цзяньнине побывал Марко Поло. В 1302 году Наньцзяньский регион был переименован в Яньпинский регион (延平路). После свержения власти монголов и образования империи Мин «регионы» были переименованы в «управы» — так в 1369 году появились Цзяньнинская (建宁府), Шаоуская (邵武府) и Яньпинская (延平府) управы. После Синьхайской революции в Китае была проведена реформа структуры административного деления, в ходе которой управы были упразднены, и поэтому в 1912 году эти управы были расформированы.
В 1913 году уезды Цзяньань и Оунин были объединены в уезд Цзяньоу (建瓯县).
После образования КНР в 1949 году были созданы Специальный район Цзяньоу (建瓯专区), состоящий из 9 уездов (в сентябре 1950 года был переименован в Специальный район Цзяньян — 建阳专区), и Специальный район Наньпин (南平专区), также состоящий из 9 уездов.
В 1956 году Специальный район Цзяньян был присоединён к Специальному району Наньпин. Также в состав Специального района Наньпин перешли Минси и Саньюань из Специального района Юнъань (永安专区) и уезд Миньцин из расформированного Специального района Миньхоу (闽侯专区); при этом уезды Саньюань и Минси были объединены в уезд Саньмин (三明县), уезд Шуйцзи — разделён между уездами Цзяньоу, Пучэн и Цзяньян, а урбанизированная часть уезда Наньпин — выделена в отдельный городской уезд Наньпин.
В 1959 году был воссоздан Специальный район Миньхоу, и уезд Миньцин вернулся в его состав, а уезды Сунси и Чжэнхэ были переданы в состав Специального района Фуань (福安专区). В 1960 году уезд Саньмин был преобразован в городской уезд и передан в непосредственное подчинение властям провинции, а уезд Наньпин — присоединён к городскому уезду Наньпин. В 1963 году уезды Гутянь и Пиннань были переданы в состав Специального района Миньхоу.
В 1970 году 5 уездов было передано в состав Специального района Саньмин (三明专区), уезды Сунси и Чжэнхэ вернулись в состав Специального района Наньпин и были объединены в уезд Сунчжэн (松政县), а уезд Цзянси был присоединён к уезду Шуйчан; власти специального района переехали из городского уезда Наньпин в уезд Цзяньян.
В 1971 году Специальный район Наньпин был переименован в Округ Цзяньян (建阳地区).
В 1975 году уезд Сунчжэн был вновь разделён на уезды Сунси и Чжэнхэ.
В 1983 году уезд Шаоу был преобразован в городской уезд.
Постановлением Госсовета КНР от 24 октября 1988 года власти округа были переведены из уезда Цзяньян назад в городской уезд Наньпин, и Округ Цзяньян был переименован в Округ Наньпин (南平地区).
В августе 1989 года был расформирован уезд Чунъань (崇安县), а вместо него был создан городской уезд Уишань.
В декабре 1992 года уезд Цзяньоу был преобразован в городской уезд.
В марте 1994 года уезд Цзяньян был преобразован в городской уезд.
Постановлением Госсовета КНР от сентября 1994 года были расформированы округ Наньпин и городской уезд Наньпин, и был образован городской округ Наньпин; на территории бывшего городского уезда Наньпин был образован район Яньпин.
В мае 2014 года городской уезд Цзяньян был преобразован в район городского подчинения.

## Население
Среди населения преобладают ханьцы, в горных районах имеются деревни народности шэ. Значительная часть населения из бедных горных районов регулярно отправляется на заработки в богатые приморские города.

## Административно-территориальное деление
Городской округ Наньпин делится на 2 района, 3 городских уезда, 5 уездов:
| Карта                                                                 | Карта    | Карта     | Карта          | Карта            | Карта         |
| --------------------------------------------------------------------- | -------- | --------- | -------------- | ---------------- | ------------- |
| Яньпин Шуньчан Пучэн Гуанцзэ Сунси Чжэнхэ Шаоу Уишань Цзяньоу Цзяньян |          |           |                |                  |               |
| Статус                                                                | Название | Иероглифы | Пиньинь        | Население (2010) | Площадь (км²) |
| Район                                                                 | Яньпин   | 延平区    | Yánpíng qū     |                  |               |
| Район                                                                 | Цзяньян  | 建阳区    | Jiànyáng qū    |                  |               |
| Городской уезд                                                        | Шаоу     | 邵武市    | Shàowǔ shì     |                  |               |
| Городской уезд                                                        | Уишань   | 武夷山市  | Wǔyíshān shì   |                  |               |
| Городской уезд                                                        | Цзяньоу  | 建瓯市    | Jiàn'ōu shì    |                  |               |
| Уезд                                                                  | Шуньчан  | 顺昌县    | Shùnchāng xiàn |                  |               |
| Уезд                                                                  | Пучэн    | 浦城县    | Pǔchéng xiàn   |                  |               |
| Уезд                                                                  | Гуанцзэ  | 光泽县    | Guāngzé xiàn   |                  |               |
| Уезд                                                                  | Сунси    | 松溪县    | Sōngxī xiàn    |                  |               |
| Уезд                                                                  | Чжэнхэ   | 政和县    | Zhènghé xiàn   |                  |               |

## Экономика
Развиты производство продуктов питания и напитков (в том числе чая), текстиля и одежды, пластмассовых и бамбуковых изделий, электромеханических приборов. Кроме того, в Наньпине выращивают рис и овощи, разводят свиней и кур, перерабатывают древесину и бамбук.

## Транспорт
С железнодорожной станции Уишань отправляются грузовые составы в Центральную Азию.

## Достопримечательности
- Национальный парк «Уишань»[7]
- Парк имени Чжу Си